# Diamblomera impressa
Diamblomera impressa är en stekelart som först beskrevs av Gyöö Viktor Szépligeti 1901.  Diamblomera impressa ingår i släktet Diamblomera och familjen bracksteklar. Inga underarter finns listade i Catalogue of Life.